# 吴集成
吴集成（1952年1月—），中华人民共和国政治人物，广东南海县人。中国共产党党员。

## 生平
毕业于广西大学经济管理专业，并取得大专学历及高级经济师职称。历任广西柳州市经委副主任、主任；桂林市副市长；广西柳州钢铁（集团）公司党委书记、董事长；柳州市委书记、市人大常委会主任；广西投资集团有限公司董事长、总经理、党委书记等职。2012年12月退休。